# Am Ba Saut Ravine
Die Am Ba Saut Ravine ist ein Fluss an der Südküste von Dominica im Parish Saint Patrick.

## Geographie
Die Am Ba Saut Ravine entspringt am Südhang der Soufrière Ridge (Terre Elm) hart an der Grenze zum Parish Saint Mark und verläuft anfangs nach Süden, wendet sich jedoch noch am Hang nach Osten und durchfließt Tête Morne (Picodeau und Powell) und verläuft dann südlich des Vorberges Hagley nach Osten, wo sie sich sogar leicht nach Norden wendet, allerdings bleibt sie am Fuße des Bois d’Indie (Mabouche) und mündet bald darauf in die Grand Bay in den Atlantik.
Der nächste benachbarte Fluss im Süden ist die Morne Pendu Ravine, die südlich des Bois d’Indie mündet.